# Paraocalemia
Paraocalemia är ett släkte av skalbaggar. Paraocalemia ingår i familjen långhorningar.
Kladogram enligt Catalogue of Life:
| Paraocalemia | \| \| Paraocalemia longirostris \| \| \| \| \| \| Paraocalemia scita \| \| \| \| |
|              | \| \| Paraocalemia longirostris \| \| \| \| \| \| Paraocalemia scita \| \| \| \| |
|              | Paraocalemia longirostris                                                        |
|              |                                                                                  |
|              | Paraocalemia scita                                                               |
|              |                                                                                  |